# De Vlijt (Diever)
De molen De Vlijt staat in Oldendiever te Diever in de gemeente Westerveld. Het is een achtkantige stellingmolen met een vlucht van 18,60 meter. Het gevlucht heeft fokwieken, op de buitenroede met remkleppen.

## Geschiedenis
De molen werd op de huidige plek in 1882 gebouwd, maar de houten achtkant komt van een afgebroken molen uit Friesland. In een van de balken komt het jaartal 1823 voor. Er werd in 1956 een minimale restauratie uitgevoerd, die niet het gewenste effect had, maar na een grote restauratie maalt deze molen sinds 1980 weer op vrijwillige basis. Het meel is bestemd voor de plaatselijke bakkerij.
De vrijwillige molenaar, sinds 1979, is de heer Noordhoek. Daarnaast is Noordhoek bestuurslid en instructeur van het Gilde van Molenaars in Drenthe.